# Frieda Vigder
Frieda Vigder (n. 1/ianuarie 1911, Chilișeni, România – d. 1 aprilie 2007, Suceava, România) a fost o eminentă profesoară de chimie.

## Date biografice
Frieda Vigder s-a născut la Chilișeni în casa familiei Ițic Hutman-Rachmuth, morar, și Ietti Hutman-Rachmuth, casnică. A avut o soră Clara (după căsătorie, Clara Zloczower) care a devenit ulterior judecător și un frate, Carl, contabil care a decedat de îndată ce familia s-a întors din deportarea în Transnistria.
Frieda Vigder s-a căsătorit pe data de 5 mai 1934 cu Simon Vigder, care a fost jurist. Nu au avut copii.

### Studii
A urmat studiile Școlii Primare la Chilișeni în limba germană. Odată cu alipirea Bucovinei la România se mută cu familia la Suceava. Urmează cursurile Liceului de Fete "Doamna Maria", făcând parte din prima generație de liceeni care termină studiile în limba română.
A absolvit Facultatea de Fizică-Chimie la Universitatea din Cernăuți în anul 1932. După absolvire, a devenit profesoară de chimie la Cernăuți, unde dealtfel a și locuit vreme de 11 ani.

### Anii dificili ai celui de-al Doilea Război Mondial
Asemeni multor semeni de ai săi, Frieda Vigder a fost deportată, împreună cu întreaga familie, într-un lagăr din Transnistria și poate că nedreptatea ar fi transformat-o într-o victimă, asemeni celor mulți deportați ce nu s-au mai întors, dacă nu ar fi avut destulă voință ca să supraviețuiască. Autohtonii au fost ospitalieri cu străinii aduși forțat în mijlocul lor și, cu sprijinul lor modest, Frieda Vigder și-a transformat locuința în școală. Toți copii familiilor deportate au învățat, pe diferite niveluri de studiu, datorită cunoștințelor profesoarei Vigder care se străduia să acopere toate domeniile existente într-o programă școlară. Târziu, după ce conflagrația își stabilise învingătorii și învinșii și cei din exil s-au putut întoarce, foștii elevi ai școlii improvizate nu au fost nevoiți să repete anii de școală pierduți; toți au trecut cu succes examenele și, în funcție de vârstă și de cunoștințe, au intrat fiecare în anul de studiu în care se încadrau firesc.

### Activitatea didactică
Revenind la Suceava, ocupă pentru o vreme funcția de șef al Secției de Învățământ și de inspector școlar pe orașul Suceava. De pe aceste poziții s-a implicat mult în refacerea școlilor distruse de război, în special școlile din localitățile Moara, Adâncata, Lisaura.
Frieda Vigder a devenit profesoară la liceul pe care îl absolvise. S-a remarcat prin exigență și un excepțional talent pedagogic. A fost apreciată deopotrivă de elevi, absolvenți și profesori, colegi ai domniei sale.
A fost director al Liceului „Petru Rareș” din Suceava între anii 1957-1963. Cu această ocazie și-a adus importante contribuții la dezvoltarea acestui prestigios liceu.

## Mărturii despre Frieda Vigder
Ica Manas-Zloczower, Profesor la Case Western Reserve University, Cleveland, SUA: „Doamna Profesoară Frieda Vigder a crezut în tezaurul imens al dobândirii de cunoștințe, în învățătură și, mai presus de toate, în oameni.”
Olga Mustață, Profesor, Colegiul Național "Petru Rareș": „Doamna Profesoară Vigder a fost un om foarte bine informat. A avut cele mai obiective păreri despre toate aspectele vieții economico-sociale din România și nu numai din România, în toată perioada sa de viață de peste 90 de ani. Părerile Dumneaei despre oameni au fost întotdeauna tranșante și corecte.”

## Bursa „Premiul Profesor Frieda Vigder”"
În luna iulie, 2009 la Colegiul "Petru Rareș" din Suceava, cu sprijinul Prof. Ica Manas-Zloczower, s-a instituit bursa „Premiul Profesor Vigder Frieda” care va fi acordată la sfârșitul fiecarui an școlar unui absolvent/absolvente a Colegiului pentru rezultate foarte bune la învățătură și care provine dintr-o familie cu mijloace financiare modeste. 

## Distincții
- Medalia Muncii (14 iunie 1957) „cu prilejul sărbătoririi zilei de 1 iunie «Ziua internațională a copilului», pentru merite deosebite în muncă”[1]

## Vezi și
- Colegiul Național „Petru Rareș” din Suceava